# Agostino Borromeo
Agostino Borromeo (Oreno, Italia,  24 de enero de 1944-4 de febrero de 2024) fue un profesor e historiador italiano y gobernador general de la Orden del Santo Sepulcro. 

## Primeros años
Agostino Borromeo proviene de la aristocrática casa de la familia Borromeo. Estudió ciencias políticas en Universidad de Roma La Sapienza. También completó sus estudios musicales en piano, órgano y Composición musical de órgano.

## Carrera
Agostino Borromeo es autor de más de 180 publicaciones sobre historia religiosa del sur de Europa, musicología y crítica musical. 
Es un experto de renombre internacional en la historia de la Inquisición. En octubre de 1998, tras la apertura del archivo de la Congregación para la Doctrina de la Fe, coordinó la organización de un simposio internacional sobre la historia de la Inquisición celebrado en el Vaticano. Fue comentarista católico de la serie de televisión de PBS Secret Files of the Inquisition.
También es muy conocido en la historia de las relaciones internacionales en los tiempos modernos y en la historia religiosa de España.
Enseña Historia Moderna y Contemporánea de la Iglesia Católica y otras confesiones cristianas en su alma mater, la Universidad Sapienza de Roma, y da cursos anuales de Historia del cristianismo y de las Iglesias en la prestigiosa universidad privada Libera Università Maria SS. Assunta, Roma.
Desde 1992 presidente del Instituto Italiano de Estudios Ibéricos.
Desde 2006 Presidente de la Asociación "Don Giuseppe de Luca", institución de investigación en el campo de la historia religiosa.

## Iglesia Católica
Borromeo es un católico activo desde hace muchos años. De joven participó en el movimiento scout católico. En 1993 fue elegido presidente de una asociación católica internacional Circolo di Roma, fundada en 1949, que reúne a diplomáticos extranjeros acreditados ante la Santa Sede. En 2002 fue nombrado miembro del Comité Pontificio de Ciencias Históricas. Es vicepresidente de la Unión Nacional Italiana para el Transporte de Enfermos a Lourdes y Santuarios Internacionales (Unitalsi).
Borromeo es miembro de la Orden del Santo Sepulcro desde 1985. De 1995 a 2002 se desempeñó como miembro del Gran Magisterio. De 2002 a 2004 fue canciller de las Órdenes. En 2009, el cardenal John Patrick Foley, Gran Maestre de la Orden, lo nombró gobernador general. 

## Vida privada
Está casado con Beatrice González de la Bastida Vargas y tienen tres hijos.  Le gusta jugar al tenis, esquiar y la fotografía.

## Trabajos seleccionados
Borromeo es editor y autor de cientos de publicaciones. 
- España en Italia: política, sociedad y religión 1500-1700. Editado por Thomas James Dandelet, John A. Marino, Academia Americana en Roma, 2006. ISBN 9004154299, ISBN 978-9004154292
- L 'inquisizione: atti del simposio internazionale: Città del Vaticano, 29-31 de ottobre de 1998. Por Agostino Borromeo. Città del Vaticano: Biblioteca Apostólica Vaticana, 2003. ISBN 88210076189788821007613
- Storia religiosa della Spagna. Agostino Borromeo. Milán, Centro Ambrosiano, 1998. ISBN 8880251791 ISBN 9788880251798
- La Valtellina crocevia dell'Europa: politica e religione nell'età della Guerra dei trent'anni. Por Agostino Borromeo; Quintín Aldea. Milán: Mondadori, 1998. Número de OCLC: 954608350

## Distinciones
- Caballero de la Gran Cruz de la Primera Clase de la Orden de San Gregorio Magno (2017)
- Orden del Santo Sepulcro de Jerusalén (1985)
- Caballero de la Gran Cruz de Justicia de la Sagrada Orden Militar Constantiniana de San Jorge[19]
- Orden de San Jenaro (2002)
- Miembro de la Asociación Italiana de Musicología (Società Italiana di Musicologia) (2000)[20]
- Corresponsal académico de la Real Academia de la Historia (1988)[21]
- Corresponsal académico de la Academia Portuguesa da História (Academia Portuguesa de História, Lisboa ) (1992)